# Driot-Arnoux Motorsport
La Driot-Arnoux Motorsport (ufficialmente denominata Driot Associés Motorsport, comunemente chiamata DAMS) è una squadra motoristica francese, che prende parte al campionato di Formula 2 e quello di Formula E con il nome Nissan e.dams. La DAMS fu fondata nel 1988 da Jean-Paul Driot e dall'ex pilota di Formula 1 René Arnoux. Nel 2022 il team passa all'ex pilota di Formula 1, Charles Pic, amico della famiglia Driot. Il suo quartier generale si trova a Le Mans, a 2 km dal Circuito Bugatti.

## Storia
Costituita nel 1988, l'anno seguente la DAMS prese parte alla serie International Formula 3000, campionato in cui corse fino al 2001. Jean-Paul Driot cominciò a programmare anche un eventuale debutto in Formula 1, fissando il termine del progetto nel 1996 e affidando alla Reynard la costruzione del telaio. La scarsità di sponsor disponibili a immettere finanziamenti nell'impresa causò vari rallentamenti e, nonostante il debutto in pista fosse avvenuto nell'estate del 1995 e i primi test fossero stati svolti da Érik Comas a ottobre al Circuito Paul Ricard, Driot non riuscì a trovare il budget sufficiente per l'iscrizione al campionato e il progetto naufragò.

### Formula 3000/GP2/F2
La squadra ottenne fin da subito ottimi risultati, sfiorando la vittoria del titolo piloti all'esordio con Érik Comas e conquistando il titolo a squadre. La squadra era affiliata al programma Elf di sponsorizzazione di giovani piloti francesi da lanciare nelle categorie inferiori dell'automobilismo. In breve tempo si affermò come una delle scuderie più competitive del campionato, vincendo entrambi i titoli nel 1990 con lo stesso Comas, e nel 1993 e 1994 con alla guida rispettivamente Olivier Panis e Jean-Christophe Boullion.
Nonostante il fallimento del progetto Formula 1 nel 1996, DAMS continuò a competere in Formula 3000 fino al 2001 senza ottenere risultati di rilievo e, a partire dal 1997, diversificò la sua attività dedicandosi anche alle competizioni a ruote coperte. In particolare prese parte a diverse edizioni del Campionato FIA GT, in collaborazione con la Panoz, e all'American Le Mans Series. L'assenza di risultati di rilievo portò, nel 2003, all'abbandono di queste competizioni. 
Maggiore fu il successo ottenuto nelle monoposto: oltre a divenire, con Super Nova Racing e Arden International, uno dei team più vincenti in Formula 3000, la squadra si impose anche nella Formula Renault V6 Eurocup, vincendo il titolo piloti nel 2003. Inoltre, esordì nel 2005 nel campionato di GP2 Series, ottenendo in quell'anno la sua prima vittoria nella serie e chiudendo al settimo posto. Dal 2006 al 2010 ottenne altre tre vittorie, ma andando non oltre il quinto posto del 2007 come miglior risultato. Nel 2010 inoltre il Team cambiò nome in Renault F1 Junior Team utilizzando gli stessi colori che il team francese userà per la Formula 1.
Nella stagione 2011 la squadra riprese la denominazione originaria, e corse con i piloti Romain Grosjean e Pål Varhaug. Il francese Grosjean a fine stagione si laurea campione della categoria e permette alla squadra di vincere il suo primo titolo a squadre. Nella stagione successiva la DAMS corre con Davide Valsecchi e Felipe Nasr conquistando il titolo piloti con il pilota italiano e anche il secondo titolo per team. Dopo aver concluso al quarto posto nel 2013, torna a vincere il titolo nel 2014 con Jolyon Palmer. Dal 2015 al 2018 la squadra non riesce a vincere titoli, ma ottiene per due stagioni consecutive il terzo posto in entrambe le classifiche, con Oliver Rowland e Alexander Albon.
Nella stagione 2019 il team conferma Nicholas Latifi per la quarta stagione, e ingaggia Sérgio Sette Câmara, proveniente dalla Carlin. I due si piazzano rispettivamente al secondo e al quarto posto in classifica piloti e portano la squadra a vincere il suo terzo titolo nella categoria.
A fine 2024 il team Jenzer Motorsport annuncia l'addio alla serie Formula 3, al suo posto entra il team DAMS.

### A1 Grand Prix
La DAMS si è inoltre occupata della gestione di varie monoposto nel periodo in cui la serie A1 Grand Prix è esistita. In particolare ha seguito le vetture del team francese, vincitore del campionato inaugurale, e messicano, oltre che quelle svizzere durante la prima stagione e sudafricane, a partire dalla seconda. Le squadre gestite dalla DAMS hanno ottenuto svariate vittorie, imponendosi in ben 16 gare su 22 nel 2005. Nelle stagioni seguenti i successi risultarono più saltuari e non andò mai oltre il quarto posto in campionato. Con la chiusura della serie avvenuta nel 2009, il team francese terminò la propria esperienza nella categoria.

### Formula E

#### Come Renault-e.dams

##### 2014-2015
Il team aderisce al nuovo campionato di Formula E nel 2014 sotto il nome di "e.dams-Renault", con la collaborazione di Alain Prost e della Renault. Sébastien Buemi viene ingaggiato come primo pilota della scuderia e a lui viene affiancato Nicolas Prost, la squadra riesce a vincere il titolo a squadre della prima stagione con 8 vittorie e 13 podi mentre Buemi arriva secondo nella classifica piloti, ad un punto dal vincitore Nelson Piquet Jr.

##### 2015-2016
Nella stagione 2015-2016 la line-up del team rimane invariata e a fine campionato conquista sia il titolo piloti con Sébastien Buemi che quello costruttori, il secondo in due anni.

##### 2016-2017
Nella stagione 2016-2017 la trasmissione cambia nuovamente ed ora è del tipo monomarcia, il team riesce ancora una volta a vincere il titolo costruttori, ma perde quello piloti che si decide all'ultima gara; complice la squalifica di Sébastien Buemi (per un peso della sua monoposto inferiore al limite consentito) Lucas Di Grassi riesce a vincere il titolo.

##### 2017-2018
Nella quarta stagione della categoria il team conferma i propri piloti, ma si rivela essere la peggiore stagione per il team, che per la prima volta nella storia del campionato non riesce ad ottenere alcuna vittoria e si ferma al quinto posto della classifica a squadre, dopo aver vinto le precedenti tre edizioni. I risultati migliori della stagione sono i quattro podi conquistati da Sébastien Buemi, mentre Prost ottiene soltanto otto punti.

#### Come Nissan-e.dams

##### 2018-2019

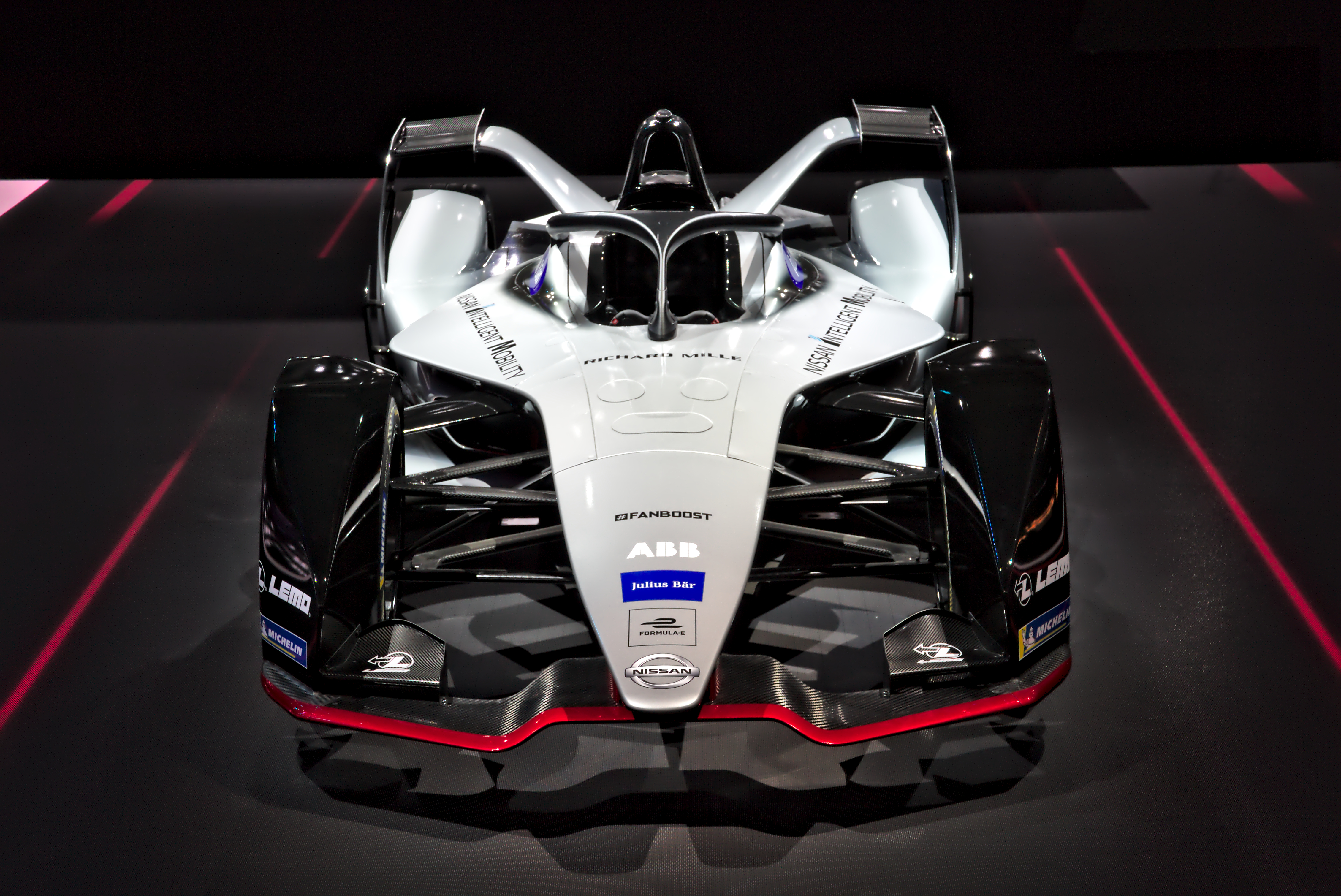
La vettura della stagione 2018-2019.

Dopo la fine della stagione viene annunciato l'abbandono del campionato da parte della Renault e l'ingresso della Nissan al suo posto per la stagione 2018-2019.
Con l'arrivo di Nissan, Alain Prost lascia il suo ruolo di direttore e vende le sue quote a Jean-Paul Driot che ritorna al 100% proprietario del team di Formula E. Insieme al campione del mondo di F1 lascia il team anche il figlio Nicolas Prost. Il nuovo nome della scuderia è Nissan-e.dams. Per quanto riguarda i piloti viene confermato Buemi a cui viene affiancato l'inglese Oliver Rowland, che nel 2015-16 aveva già disputato un E-Prix con la Mahindra in sostituzione dell'infortunato Nick Heidfeld all'E-Prix di Punta del Este. A livello tecnico la vettura Nissan IM01 è equipaggiata con il doppio motore e singolo rapporto, mentre tutta la concorrenza adotterà la soluzione monomotore e monorapporto., per quanto riguarda la stagione successiva anche la Nissan-e.dams con la Nissan IM02 si allineerà alla concorrenza e adotterà il monomotore e monomarcia.

## Timeline
| Serie attuali              | Serie attuali   |
| -------------------------- | --------------- |
| Formula 2                  | 2017–presente   |
| Serie passate              |                 |
| International Formula 3000 | 1989–2001       |
| Campionato FIA GT          | 1997–1998, 2004 |
| 24 Ore di Le Mans          | 1997–2002       |
| American Le Mans Series    | 1999–2000       |
| FIA Sportscar Championship | 1999–2000       |
| Formula Renault V6 Eurocup | 2003–2004       |
| Formula Renault 3.5 Series | 2005, 2012–2015 |
| GP2 Series                 | 2005–2016       |
| A1 Grand Prix              | 2005–2009       |
| Formula BMW Europe         | 2008–2010       |
| GP2 Asia Series            | 2008–2011       |
| Formula Le Mans            | 2009–2010       |
| Auto GP                    | 2010–2011       |
| Porsche Supercup           | 2013            |
| GP3 Series                 | 2016–2017       |
| Formula E                  | 2014–2022       |

## Risultati

### GP2/F2
| Risultati | Risultati          | Risultati             | Risultati | Risultati | Risultati | Risultati | Risultati | Risultati | Risultati |
| Stagione  | Vettura            | Piloti                | Gare      | Vittorie  | Pole      | GPV       | Punti     | C.P.      | C.S.      |
| --------- | ------------------ | --------------------- | --------- | --------- | --------- | --------- | --------- | --------- | --------- |
| 2005      | Dallara-Mecachrome | José María López      | 22        | 1         | 0         | 0         | 36        | 9°        | 7°        |
| 2005      | Dallara-Mecachrome | Fairuz Fauzy          | 22        | 0         | 0         | 0         | 0         | 24°       | 7°        |
| 2006      | Dallara-Mecachrome | Franck Perera         | 21        | 0         | 0         | 0         | 8         | 17°       | 12°       |
| 2006      | Dallara-Mecachrome | Ferdinando Monfardini | 20        | 0         | 0         | 0         | 6         | 21°       | 12°       |
| 2007      | Dallara-Mecachrome | Kazuki Nakajima       | 21        | 0         | 1         | 3         | 44        | 5°        | 5°        |
| 2007      | Dallara-Mecachrome | Nicolas Lapierre      | 20        | 2         | 1         | 2         | 23        | 12°       | 5°        |
| 2008      | Dallara-Mecachrome | Jérôme d'Ambrosio     | 20        | 0         | 0         | 0         | 21        | 11°       | 8°        |
| 2008      | Dallara-Mecachrome | Kamui Kobayashi       | 20        | 1         | 0         | 2         | 10        | 16°       | 8°        |
| 2009      | Dallara-Mecachrome | Jérôme d'Ambrosio     | 20        | 0         | 0         | 0         | 29        | 9°        | 6°        |
| 2009      | Dallara-Mecachrome | Kamui Kobayashi       | 20        | 0         | 0         | 0         | 13        | 16°       | 6°        |
| 2010      | Dallara-Mecachrome | Jérôme d'Ambrosio     | 18        | 1         | 1         | 0         | 21        | 12°       | 6°        |
| 2010      | Dallara-Mecachrome | Ho-Pin Tung           | 14        | 0         | 0         | 0         | 0         | 28°       | 6°        |
| 2010      | Dallara-Mecachrome | Romain Grosjean       | 8         | 0         | 0         | 0         | 14        | 14°       | 6°        |
| 2011      | Dallara-Mecachrome | Romain Grosjean       | 18        | 5         | 1         | 6         | 89        | 1º        | 2º        |
| 2011      | Dallara-Mecachrome | Pål Varhaug           | 18        | 0         | 0         | 0         | 0         | 23°       | 2º        |
| 2012      | Dallara-Mecachrome | Davide Valsecchi      | 24        | 4         | 2         | 5         | 247       | 1º        | 1º        |
| 2012      | Dallara-Mecachrome | Felipe Nasr           | 24        | 0         | 0         | 0         | 95        | 10°       | 1º        |
| 2013      | Dallara-Mecachrome | Marcus Ericsson       | 22        | 1         | 2         | 4         | 121       | 6º        | 4º        |
| 2013      | Dallara-Mecachrome | Stéphane Richelmi     | 22        | 0         | 1         | 0         | 103       | 8º        | 4º        |
| 2014      | Dallara-Mecachrome | Jolyon Palmer         | 22        | 4         | 3         | 6         | 276       | 1º        | 1º        |
| 2014      | Dallara-Mecachrome | Stéphane Richelmi     | 22        | 1         | 1         | 0         | 73        | 9º        | 1º        |
| 2015      | Dallara-Mecachrome | Pierre Gasly          | 21        | 0         | 3         | 1         | 110       | 8º        | 4º        |
| 2015      | Dallara-Mecachrome | Alex Lynn             | 21        | 2         | 2         | 1         | 110       | 6º        | 4º        |
| 2016      | Dallara-Mecachrome | Alex Lynn             | 22        | 3         | 0         | 0         | 124       | 6º        | 5º        |
| 2016      | Dallara-Mecachrome | Nicholas Latifi       | 22        | 0         | 0         | 0         | 23        | 16º       | 5º        |
| 2017      | Dallara-Mecachrome | Oliver Rowland        | 22        | 2         | 1         | 2         | 191       | 3º        | 3º        |
| 2017      | Dallara-Mecachrome | Nicholas Latifi       | 21        | 1         | 0         | 4         | 178       | 5º        | 3º        |
| 2018      | Dallara-Mecachrome | Alexander Albon       | 24        | 4         | 3         | 0         | 212       | 3º        | 3º        |
| 2018      | Dallara-Mecachrome | Nicholas Latifi       | 24        | 1         | 0         | 2         | 91        | 9º        | 3º        |
| 2019      | Dallara-Mecachrome | Nicholas Latifi       | 22        | 4         | 0         | 4         | 214       | 2º        | 1º        |
| 2019      | Dallara-Mecachrome | Sérgio Sette Câmara   | 22        | 2         | 2         | 3         | 204       | 4º        | 1º        |
| 2020      | Dallara-Mecachrome | Dan Ticktum           | 24        | 1         | 0         | 2         | 96.5      | 11º       | 8º        |
| 2020      | Dallara-Mecachrome | Jüri Vips             | 8         | 0         | 0         | 0         | 16        | 16º       | 8º        |
| 2020      | Dallara-Mecachrome | Sean Gelael           | 14        | 0         | 0         | 0         | 3         | 21º       | 8º        |
| 2021      | Dallara-Mecachrome | Marcus Armstrong      | 23        | 1         | 0         | 0         | 49        | 13º       | 8º        |
| 2021      | Dallara-Mecachrome | Roy Nissany           | 23        | 0         | 0         | 1         | 16        | 16º       | 8º        |
| 2022      | Dallara-Mecachrome | Ayumu Iwasa           | 28        | 2         | 2         | 1         | 141       | 5º        | 6º        |
| 2022      | Dallara-Mecachrome | Roy Nissany           | 26        | 0         | 0         | 0         | 20        | 19º       | 6º        |
| 2022      | Dallara-Mecachrome | Luca Ghiotto          | 2         | 0         | 0         | 0         | 0         | 25º       | 6º        |
| 2023      | Dallara-Mecachrome | Ayumu Iwasa           | 25        | 3         | 1         | 3         | 165       | 4º        | 4º        |
| 2023      | Dallara-Mecachrome | Arthur Leclerc        | 25        | 0         | 0         | 1         | 49        | 15º       | 4º        |

### Auto GP
| Risultati in Auto GP | Risultati in Auto GP | Risultati in Auto GP | Risultati in Auto GP | Risultati in Auto GP | Risultati in Auto GP |
| Stagione             | Vettura              | Piloti               | Punti                | C.P.                 | C.S.                 |
| -------------------- | -------------------- | -------------------- | -------------------- | -------------------- | -------------------- |
| 2010                 | Lola-Zytek           | Duncan Tappy         | 37                   | 3°                   | 1°                   |
| 2010                 | Lola-Zytek           | Vladimir Arabadzhiev | 8                    | 11°                  | 1°                   |
| 2010                 | Lola-Zytek           | Fabrizio Crestani    | 0                    | 22°                  | 1°                   |
| 2010                 | Lola-Zytek           | Romain Grosjean      | 58                   | 1°                   | 1°                   |
| 2010                 | Lola-Zytek           | Edoardo Piscopo      | 42                   | 2°                   | 1°                   |

### Formula E

#### Come Renault-e.dams
| Stagione | Vettura               | Gomme | N. | Piloti          | 1   | 2   | 3   | 4   | 5   | 6    | 7   | 8   | 9   | 10   | 11  | 12  | Punti | Pos |
| -------- | --------------------- | ----- | -- | --------------- | --- | --- | --- | --- | --- | ---- | --- | --- | --- | ---- | --- | --- | ----- | --- |
| 2014-15  | Spark-Renault SRT 01E | M     |    |                 | PEC | MAL | PDE | BNA | MIA | LHB  | MON | BER | MOS | LON  | LON |     | 232   | 1°  |
| 2014-15  | Spark-Renault SRT 01E | M     | 8  | Nicolas Prost   | 12† | 4   | 7   | 2   | 1   | 14   | 6   | 10  | 8   | 7    | 10  |     | 232   | 1°  |
| 2014-15  | Spark-Renault SRT 01E | M     | 9  | Sébastien Buemi | Rit | 3   | 1   | Rit | 13  | 4    | 1   | 2*  | 9*  | 1    | 5*  |     | 232   | 1°  |
| 2015-16  | Spark-Renault Z.E. 15 | M     |    |                 | PEC | PUT | PDE | BNA | MEX | LHB  | PAR | BER | LON | LON  |     |     | 270   | 1°  |
| 2015-16  | Spark-Renault Z.E. 15 | M     | 8  | Nicolas Prost   | Rit | 10  | 5   | 5   | 3   | 11   | 4   | 4   | 1   | 1    |     |     | 270   | 1°  |
| 2015-16  | Spark-Renault Z.E. 15 | M     | 9  | Sébastien Buemi | 1   | 12  | 1   | 2   | 2   | 16†  | 3*  | 1*  | 5*  | Rit* |     |     | 270   | 1°  |
| 2016-17  | Spark-Renault Z.E.16  | M     |    |                 | HKG | MAR | BNA | MEX | MON | PAR  | BER | BER | NYC | NYC  | MYR | MYR | 268   | 1°  |
| 2016-17  | Spark-Renault Z.E.16  | M     | 8  | Nicolas Prost   | 4   | 4   | 4   | 5   | 9   | 5    | 5   | 8   | 8   | 6    | 6   | Rit | 268   | 1°  |
| 2016-17  | Spark-Renault Z.E.16  | M     | 9  | Sébastien Buemi | 1*  | 1*  | 1*  | 13* | 1*  | 1*   | SQ* | 1*  |     |      | SQ* | 11* | 268   | 1°  |
| 2016-17  | Spark-Renault Z.E.16  | M     | 9  | Pierre Gasly    |     |     |     |     |     |      |     |     | 7   | 4    |     |     | 268   | 1°  |
| 2017-18  | Spark-Renault Z.E. 17 | M     |    |                 | HKG | HKG | MAR | SAN | MEX | PDE  | ROM | PAR | BER | ZUR  | NYC | NYC | 133   | 5°  |
| 2017-18  | Spark-Renault Z.E. 17 | M     | 8  | Nicolas Prost   | 9   | 8   | 13  | 10  | Rit | 15   | 14  | 16  | 14  | Rit  | 10  | 11  | 133   | 5°  |
| 2017-18  | Spark-Renault Z.E. 17 | M     | 9  | Sébastien Buemi | 11  | 10  | 2*  | 3*  | 3*  | Rit* | 6*  | 5*  | 4*  | 5*   | 3*  | 4*  | 133   | 5°  |

#### Come Nissan-e.dams
| Stagione | Vettura           | Gomme | N. | Piloti             | 1    | 2   | 3    | 4    | 5    | 6   | 7   | 8   | 9   | 10  | 11  | 12  | 13  | 14  | 15  | 16  | Punti | Pos |
| -------- | ----------------- | ----- | -- | ------------------ | ---- | --- | ---- | ---- | ---- | --- | --- | --- | --- | --- | --- | --- | --- | --- | --- | --- | ----- | --- |
| 2018-19  | Spark-Nissan IM01 | M     |    |                    | DIR  | MAR | SAN  | MEX  | HKG  | SAY | ROM | PAR | MON | BER | BRN | NYC | NYC |     |     |     | 190   | 4°  |
| 2018-19  | Spark-Nissan IM01 | M     | 23 | Sébastien Buemi    | 6    | 8*  | Rit* | 21†* | Rit* | 8*  | 5*  | 15* | 5*  | 2*  | 3*  | 1*  | 3 * |     |     |     | 190   | 4°  |
| 2018-19  | Spark-Nissan IM01 | M     | 22 | Oliver Rowland     | 7    | 15  | Rit  | 20†  | Rit  | 2   | 6   | 12  | 2   | 8   | Rit | 14  | 6   |     |     |     | 190   | 4°  |
| 2019-20  | Spark-Nissan IM02 | M     |    |                    | DIR  | DIR | SAN  | MEX  | MAR  | BER | BER | BER | BER | BER | BER |     |     |     |     |     | 167   | 2°  |
| 2019-20  | Spark-Nissan IM02 | M     | 22 | Oliver Rowland     | 4    | 5   | 17   | 7    | 9    | 14  | 7   | 6   | 5   | 1   | Rit |     |     |     |     |     | 167   | 2°  |
| 2019-20  | Spark-Nissan IM02 | M     | 23 | Sébastien Buemi    | Rit* | 12* | 13   | 3    | 4    | 7   | 2G  | 11  | 3   | 10  | 3G  |     |     |     |     |     | 167   | 2°  |
| 2020-21  | Spark-Nissan IM02 | M     |    |                    | DIR  | DIR | ROM  | ROM  | VAL  | VAL | MON | PUE | PUE | NYC | NYC | LON | LON | BER | BER |     | 97    | 10° |
| 2020-21  | Spark-Nissan IM02 | M     | 22 | Oliver Rowland     | 6    | 7   | 12G  | 16   | SQ   | 4   | 6   | SQ  | 3   | 7   | 19  | SQ  | 18  | 13  | 2   |     | 97    | 10° |
| 2020-21  | Spark-Nissan IM02 | M     | 23 | Sébastien Buemi    | 13   | Rit | 5    | 10   | Rit  | 11  | 11  | SQ  | 14  | 6   | 15  | SQ  | 13  | 11  | 14  |     | 97    | 10° |
| 2021-22  | Spark-Nissan IM03 | M     |    |                    | DIR  | DIR | MEX  | ROM  | ROM  | MON | BER | BER | JAK | MAR | NYC | NYC | LON | LON | SEO | SEO | 36    | 9°  |
| 2021-22  | Spark-Nissan IM03 | M     | 23 | Sébastien Buemi    | 17   | 13  | 8    | 16   | 9    | 8   | 14  | 14  | 10  | 16  | 5   | 13  | 11  | 16  | Rit | 9   | 36    | 9°  |
| 2021-22  | Spark-Nissan IM03 | M     | 22 | Maximilian Günther | 12   | 14  | 9    | Rit  | 11   | 17  | 18  | 16  | 14  | Rit | 12  | SQ  | 8   | 15  | 11  | Rit | 36    | 9°  |

| Legenda | 1º posto                | 2º posto        | 3º posto            | A punti      | Senza punti | Grassetto=Pole position Corsivo=Giro più veloce |
| Legenda | Solo prove/Terzo pilota | Non qualificato | Ritirato/Non class. | Squalificato | Non partito | Grassetto=Pole position Corsivo=Giro più veloce |

- G: Pilota col giro più veloce nel gruppo di qualifica.
- *: Fanboost
- †: Pilota che non ha concluso la gara ma che è stato classificato per aver completato più del 90% della distanza della gara.

## Palmarès
Il team francese ha in bacheca 26 trofei, tra cui i tre campionati team consecutivi in Formula E e anche con Sébastien Buemi il titolo piloti nella serie.
Titoli team
- 4 International Formula 3000: 1989, 1990, 1993, 1994
- 3 Formula E: 2014–15, 2015–16, 2016–17
- 2 GP2 Series: 2012, 2014
- 2 GP2 Asia Series: 2008-09, 2011
- 2 Formula Renault 3.5 Series: 2013, 2014
- 1 Campionato FIA di Formula 2: 2019
- 1 A1 Grand Prix: 2005–06

Titoli piloti
- 3 International Formula 3000: 1990(Comas), 1993(Panis), 1994(Boullion)
- 3 GP2 Series: 2011(Grosjean), 2012(Valsecchi), 2014(Palmer)
- 2 Formula Renault 3.5 Series: 2013(Magnussen), 2014(Carlos Sainz)
- 1 Formula E: 2015–16(Buemi)
- 1 Formula Renault V6 Eurocup: 2003(López)
- 1 GP2 Asia Series: 2011(Grosjean)